# Ben Pattison
Ben Pattison (* 15. Dezember 2001 in Frimley, Surrey) ist ein britischer Leichtathlet, der sich auf den Mittelstreckenlauf spezialisiert hat.

## Sportliche Laufbahn
Ben Pattison stammt aus Frimley in der englischen Grafschaft Surrey. 2015 trat er in seinen ersten Wettkämpfen über die Mittelstreckendistanz auf nationaler Ebene an. Anschließend trat er in erster Linie weiterhin über die Langsprintdistanzen an. 2016 gewann er in der Altersklasse U17 den 300-Meter-Lauf bei den englischen Schulmeisterschaften. Im selben Jahr steigerte er sich über 800 Meter auf eine Zeit von 1:54,52 min. 2018 siegte er in der Altersklasse U20 bei den englischen Schulmeisterschaften im 400-Meter-Lauf mit neuer Bestzeit von 47,19 s. Über diese Distanz qualifizierte er sich in der Folge für die U18-Europameisterschaften in Ungarn. Dort schaffe er es in das Finale einzuziehen, in dem er mit 47,25 s als Vierter knapp eine Medaille verpasste. Mit Beginn der Saison 2019 fokussierte er sich fortan auf die 800-Meter-Distanz. Mit Bestzeit von 1:46,71 min gewann er zunächst die Silbermedaille bei den englischen U20-Meisterschaften. Einen Monat später trat er im Juli bei den U20-Europameisterschaften in Schweden an. Auch dort schaffte er den Einzug in das Finale, worin er die Silbermedaille gewinnen konnte.
Nach einem Jahr ohne Wettkämpfe stieg Pattison 2021 wieder ins Geschehen ein. Zunächst wurde er englischer U23-Meister. Kurz darauf nahm er zum ersten Mal an den nationalen Meisterschaften bei den Erwachsenen teil. Mit neuer Bestzeit von 1:45,93 min belegte er dort den vierten Platz. Die gleiche Platzierung erreichte er im Juli bei den U23-Europameisterschaften in Tallinn. Auch 2022 belegte Pattison den vierten Platz bei den nationalen Meisterschaften. Ende Juli lief er in Manchester in 1:44,60 min eine neue Bestzeit. Damit wurde er für die Commonwealth Games, die in seiner Heimat ausgetragen wurden, ausgewählt. Dort ging er Anfang August an den Start. Er erreichte das Finale, worin er die Bronzemedaille gewinnen konnte. Kurz darauf nahm er auch an den Europameisterschaften in München teil. Bei seinen ersten internationalen Meisterschaften bei den Erwachsenen erreichte er auf Anhieb das Finale, das er schließlich als Sechster beendete. 2023 konnte er in Budapest bei seiner ersten Teilnahme bei den Leichtathletik-Weltmeisterschaften die Bronzemedaille gewinnen. 2024 steigerte er seine 800-Meter-Bestzeit beim Diamond-League-Meeting in Monaco auf 1:42,27 min.
2024 wurde Pattison britischer Meister im 800-Meter-Lauf.

## Wichtige Wettbewerbe
| Jahr                               | Veranstaltung                      | Ort                                | Platz                              | Disziplin                          | Zeit                               |
| Startet für Vereinigtes Königreich | Startet für Vereinigtes Königreich | Startet für Vereinigtes Königreich | Startet für Vereinigtes Königreich | Startet für Vereinigtes Königreich | Startet für Vereinigtes Königreich |
| ---------------------------------- | ---------------------------------- | ---------------------------------- | ---------------------------------- | ---------------------------------- | ---------------------------------- |
| 2018                               | U18-Europameisterschaften          | Győr                               | 4.                                 | 400 m                              | 47,25 s                            |
| 2019                               | U20-Europameisterschaften          | Borås                              | 2.                                 | 800 m                              | 1:50,68 min                        |
| 2021                               | U23-Europameisterschaften          | Tallinn                            | 4.                                 | 800 m                              | 1:46,48 min                        |
| 2022                               | Commonwealth Games                 | Birmingham                         | 3.                                 | 800 m                              | 1:48,25 min                        |
| 2022                               | Europameisterschaften              | München                            | 6.                                 | 800 m                              | 1:45,63 min                        |
| 2023                               | Weltmeisterschaften                | Budapest                           | 3.                                 | 800 m                              | 1:44,83 min                        |

## Persönliche Bestleistungen
Freiluft
- 800 m: 1:42,27 min, 12. Juli 2024, Monaco
- 1000 m: 2:19,27 min, 27. Mai 2022, Posen
- 1500 m: 3:39,14 min, 27. August 2022, Loughborough

Halle
- 800 m: 1:49,04 min, 13. Februar 2021, Manchester